# Аібга (хребет)
43°37′40″ пн. ш. 40°17′13″ сх. д. / 43.6278° пн. ш. 40.2869° сх. д.
Хребет А́ібга (абх. Аібӷа, адиг. Ӏаебга: адиг. Ӏае — злий, адиг. Бга — хребет) — гірський масив на схід від Червоної Поляни, недалеко від кордону з Абхазією, частково на території Сочинського національного парку. Складається з чотирьох основних вершин: піки Аібга I (2391 м), Аібга II (2450 м), Аібга III (2462 м) та піку Чорна Піраміда . Найвищою точкою хребта Аібга є гора Кам'яний Стовп (2509,7 м), розташований за 5,5 км на південний схід від піку Аібга III.
На північних схилах хребта розташовуються гірськолижні комплекси «Альпіка-Сервіс» (відкритий в 1992), «Гірська Карусель» (відкритий в 2008) і «Роза Хутор». Активне освоєння природної території хребта, що особливо охороняється, викликає побоювання у екологів.